# Opál Színház
Az avantgárd-underground modellt követő, független performansz-színházi társulatot 1992 őszén, Budapesten alapította a szabadkai Lantos László Triceps (1955, író-rendező) és Brenner Zoltán (1962, énekes-performer), akik a délszláv polgárháború elől menekültek az anyaországba. 1994-ben csatlakozott hozzájuk Gasner János (1955–2009), aki haláláig a társulat zenei rendezője, zenésze, performere volt. Céljául az européer, nemzeti kultúrákat szintetizáló, több nyelven megszólaló, több művészi médiát (tánc/színház, performansz, happening, zene, fónikus költészet, festészet, film stb.) ötvöző előadások művelését tűzték ki. A kortárs előadóművészet olyan területeit kutatják, ahol megmutatkozik az alter ego, a maga természetét mélyen érteni vágyó emberi Én. Ez a számtalan lehetőséget felvető és megengedő terület a kiszámíthatatlan Jövő tartománya, „melyen nem uralkodik az Idő és a Tér” (Marcel Duchamp). A társulat neve nem a nemesopálra, a keresett drágakőre utal, hanem arra a különleges, transzcendens pillanatra, amikor az emberi lény szeme elhomályosul: a kéj, a kín és a halál pillanatára.
A kezdetben zömében peremvidéki (vajdasági, felvidéki, erdélyi) tagokból álló társulat 1993–99. között a keleti őshagyomány szellemi és koreográfiai örökségét kutatta. 2002-ig ingyenes próbatermet a Tan Kapuja Buddhista Főiskola biztosított nekik. Olyan különleges színházi nyelv kialakítására törekedtek, ahol az évszázados tradícióra visszatekintő európai és magyar dráma remekművei modern köntösben jelennek meg. "Élő" előadásaikban kiemelten az emberi test plasztikai lehetőségeire, fizikai teherbírására, gesztusnyelvi eszközeire koncentrálnak: a világba-vetett-lét szakrális és/vagy banális lehetőségeit ábrázolva.
A társulat tartotta fenn a budapesti Black-Black Galériát (1994–2002, IX. Balázs Béla u. 20. – az Árnyékkötők csoporttal közösen), a Merz Házat (2003–05, IX. Ipar u. 3.), a Mersz Overgroundot (2012-14, VIII. Kőfaragó u. 8.), és a Mersz Klubot (2015-től, VIII., Csobánc u. 10. – a Hajszáloptika csoporttal közösen).
Az Opál performanszai soha nem épültek stabil szereposztásra, az évtizedek folyamán közel 80 közreműködő volt. Sokszor más előadók, más zenészek szerepeltek benne. Ezért, mindenki fel van tüntetve, aki részt vett.
Támogatók: A Tan Kapuja Buddhista Főiskola (Pest, 1995–2002, Farkas Pál igazgatósága alatt), a Ferencvárosi Önkormányzat (Pest, 1996–2005, Gegesy Ferenc polgármestersége alatt), az Árnyékkötők co-media művészeti csoport (Pest, 1996–2000), a Fejértej Parmalat Rt. (1995), a McDonald’s Magyarországi Étterem Hálózat Kft. (1995), a Pepsi Cola Company (1996) és mások.

## Rituális fizikai és abszurd színházi előadások, performanszok (1993–98)
1993
• HÉT KÖNNYCSEPP, szakrális performansz Jézus tiszteletére
Játék: Brenner Zoltán, Zorkóczy Zenóbia / Albu Annamária, Triceps. Zene: Deutsch Amerikanische Freundschaft (tape). Jelmez, fény: Triceps. Apokrif szövegek alapján írta és rendezte: Triceps.
Bemutatók: Expanzió V. Művészeti Fesztivál, Vác, Görög Templom, 1993. július 2. / AnnArt4 Művészeti Fesztivál, Szent Anna-tó, Erdély (RO), 1993. július 25. / Diáksziget Fesztivál, Budapest, Hajógyári-sziget, a Dunában, 1993. augusztus 23.
1994
• MALDOROR ÉNEKEI, drámai rituálé négy énekben
Alapszöveg: Lautréamont. Zeneszerző: Gasner János. Díszlet, fény: Triceps. Jelmez: Buza Krisztina, Csapó Melinda, Kondor Edit. Rendezte: Triceps.
I. KEGYETLENSÉG
Játék és zene: Brenner Zoltán, Gasner János, Kondor Edit, Paizs Miklós (khöömei ének), Tóth Mónika, Triceps.
Bemutató: Expanzió VI. Művészeti Fesztivál, Vác, Görög Templom, 1994.
II. ISTENTELENSÉG
Játék és zene: Brenner Zoltán, Gasner János (hordódob), Juhász Luca, Paizs Miklós (khöömei ének), Tóth Mónika, Varga László.
Bemutató: AnnArt5 Lövészárok Fesztivál, Szent Anna-tó, Erdély (RO), 1994. július 26.
III. SZÍVTELENSÉG
Játék és hang: Brenner Zoltán, Gasner János, Juhász Luca, Paizs Miklós (khöömei ének), Tóth Mónika, Varga László. Zene: Gasner János, Pölle Zsolt és Zsófia (hordódobok).
Bemutató: EuroWoodstock Fesztivál, Budapest, Hajógyári-sziget, a Dunából kiemelkedő kavicsszigeten, 1994.
IV. ÁLMATLANSÁG
Játék és kórus: Brenner Zoltán, Gasner János, Kondor Edit, Paizs Miklós (khöömei ének), Triceps, Varga László. Zene: gasner János (dob)
Bemutató: II. Zen Zenés Napok, Merlin Színház, Budapest, 1994.
1995
• KO – Hommage á Cage, rituális zenei performansz
Ének: Paizs Miklós (khöömei). Zene: Dóra Attila (szaxofon), Márkos Albert (cselló). Mozgás: Triceps (budo). Rendezés: kollektív.
Bemutatók: Szünetjel Klub, Egyetemi Színpad, Budapest, 1995. február 12. / Oriens’95 – Disznók közé Nemzetközi Modern Kultúra Fesztivál, Jókai Színház, Békéscsaba, 1995. április 7. / 3H, Egyetemi Színpad, Budapest, 1995. június 23. / A Zene – Expanzió VII. Művészeti Fesztivál, Vác, Görög Templom, 1995. július 1.
• WAS IST KUNST – Hommage á Laibach, totalitárius zenei performansz
Játék: Brenner Zoltán (Politikus), Varga László / Nyíri Kriszta (Művész), Paizs Miklós (Halál), Kondor Edit / Tóth Szabolcs (Kariatidák), Ürmös Attila (Őr). Zene: Laibach. Remix: Gasner János. Díszlet, jelmez, fény: Triceps. Diaképek: Szabó Sándor (†).Írta és rendezte: Triceps.
Bemutatók: Cinóberfeszt, Merlin Klub, Budapest, 1995. január 14. / Oriens’95 – Disznók közé Nemzetközi Modern Kultúra Fesztivál, Jókai Színház, Békéscsaba, 1995. április 8. / 3H, Egyetemi Színpad, Budapest, 1995. június 23. / VÁR(ha)TÓ Nemzetközi Happening Találkozó, Gyulai Várszínház, tószínpad, 1995. július 8.
• TETRAPAKK – Hommage á Residents, reciklált zenei performansz tejben
Játék: Ürmös Attila (Félős), Buza Krisz (Fájdalmas), Brenner Zoltán (Hősies), Holló Imola / Nyíri Kriszta / Tóth Virág (Erotikus), Hlavathy Zoltán Atom (Dühöngő), Paizs Miklós / Gál Dorottya (Csodálkozó), Gasner János / Dóra Attila (Örömteli), Láng Zsolt / Francia Gyula / Márkos Albert (Undorító), Kövér György / Tóth Szabolcs / Yeanet Poett (Nyugodt). Zene: The Residents, Rex Gildo (tape). Fónikus anyag: Buza Krisz és Margaretta. Képek: Dárdai Zsuzsa (elektrográfia) / Bada Dada (festmények). Díszlet, jelmez, fény: Triceps. Írta és rendezte: Triceps. Támogatók: a Fejértej Parmalat Rt. (800 doboz 3,3%-os „pármai” tejjel), a McDonald’s Magyarországi Étterem Hálózat Kft. (200 db céges logóval díszített, füles papírzacskóval).
Bemutatók: Skarlátfeszt, Merlin Klub, Budapest, április 29. / 3H, Egyetemi Színpad, Budapest, 1995. június 23. / BMZ-est, Fiatal Művészek Klubja, Budapest, 1995. VIII. 2. / Sziget Fesztivál, performansz sátor, Hajógyári-sziget, Budapest, 1995. augusztus. 22. / Budapest Art Expo – 6. Nemzetközi művészeti kiállítás és vásár megnyitója, Hungexpó, 1996. március 20. / 2. Alternatív Színházi Szemle, MU Színház, Budapest, 1996. április 26. / Thealter Fesztivál, Szabad Színházak IX. Nemzetközi Találkozója, a JATE nagyterme, Szeged, 1998. július 25.
• 3 HOMMAGE, 6 órás multimediális est: KO – WAS IST KUNST – TETRAPAKK
Bemutató: Egyetemi Színpad, Budapest, 1995. június 23. (a dessaui Bauhaus Fesztiválra meghívott műsor)
• AZ ÉHEZŐMŰVÉSZ, negyven napos body art performansz
Alapszöveg: Franz Kafka (Ein Hungerkünstler, 1922). Performansz: Triceps.
Csöndkoncertek:
FÖLD: AZ ÉHEZŐ (1. nap, 1995. szeptember 29.)
Aiowa csoport (Szabadka-Budapest): Zagor, Blek és Komandant Mark (performansz)
Szöveg: Franz Kafka. Hang: Jávor Zsófia (Fekete Nő), Vicei Zsolt (Fehér Férfi). Játék: Francia Gyula (Lila: Komandant Mark), Karácsonyi Attila (Piros: Zagor), Keszég László (Zöld: Blek). Rendezés: kollektív
VÍZ: A HARCOS (10. nap, 1995. október 8.)
Zene: Dresch Mihály (preparált szaxofon)
TŰZ: A MŰVÉSZ (20. nap, 1995. október 18.)
Akció-költészet: Ladik Katalin. Zene: Gasner János (dobok)
SZÉL: A NAGYBETEG (30. nap, 1995. október 28.)
Zene: Dóra Attila (szaxofon), Márkos Albert (cselló)
ŰR: AZ ASZKÉTA (40. nap, 1995. november 7.)
Zene: Paizs Miklós és Vajdai Vilmos (didgeridoo)
Bemutató/k: Black-Black Galéria, Pest, 1995. szeptember 29. – november 7.
1996
• BARBÁROK LAKOMÁJA, plátói performansz
Alapszöveg: Platón (A lakoma – a „barbárok” bejövetele). Játék: Ürmös Attila (Költő), Yeanet Poett (Katona), Hlavathy Zoltán Atom (Tudós), Holló Imola (Hetéra), Brenner Zoltán (Filozófus), Gál Dorottya (Múzsa). Zene: Gasner János (dob), Láng Zsolt (trombita). Hívatlan vendég: Art Lover. Díszlet, jelmez, fény, rendezés: Triceps.
Bemutató: A Lakoma – Expanzió VIII. Performansz Fesztivál, Madách Imre Művelődési Központ, zeneudvar, Vác, 1996. július 6.
• PEPSI–PACK, reciklált zenés játék kólában
Zene: The Residents, Rex Gildo. Fónikus anyag: Buza Krisz és Margaretta. Díszlet, jelmez, fény: Triceps. Comix: Redža. Játék: Ürmös Attila (Félős), Buza Krisz (Fájdalmas), Brenner Zoltán (Hősies), Holló Imola (Erotikus), Hlavathy Zoltán Atom (Dühöngő), Csapó Melinda (Csodálkozó), Dobó Edit (Örömteli), Francia Gyula (Undorító), Yeanet Poett (Nyugodt). Írta és rendezte: Triceps. Támogató: a Pepsi Cola Company (100 db kétliteres, műanyag kólával).
Bemutató: Pepsi Sziget Fesztivál, Hajógyári-sziget, Budapest, 1996. augusztus 18.
• FEHFEK, banális performansz
Játék: Brenner Zoltán (Feh), Kövér György (Fek). Zene: Láng Zsolt (trombita). Ének: Hlavathy Andi. Alapzenék: Zorán, Harangozó Teri, LGT. Jelmez, fény, rendezés: Triceps.
Bemutató: az Árnyékkötők csoport Összpontosítás c. kiállításának megnyitója, Black-Black Galéria, Budapest, 1996. december 21.
1997
• MECHANIKUS XUBU, rémbohózat
Alapszöveg: Alfred Jarry (Ubu Roi, 1888). Játék: Ürmös Attila (Übü), Brenner Zoltán, Csapó Melinda, Györffy Tamás, Hlavathy Zoltán Atom, Holló Imola, Kövér György, Yeanet Poett. Zene: Kampec Dolores: Zúgó (tape) – Kenderesi Gabi (ének), Hajnóczy Csaba (gitár), Ágoston Béla (szaxofon, fuvola, duda), Hárságyi Péter (ütőhangszerek). Rendezte: Triceps.
Zártkörű bemutató: A Tan Kapuja Buddhista Főiskola, próbaterem, Budapest, 1997. április 1.
• MARATON ATHÉNBAN, maratoni performansz
Szöveg: Miroslav Mandić. Futók: Csapó Melinda, Hlavathy Zoltán Atom, Holló Imola, Kövér György, Ürmös Attila, Yeanet Poett. Ének: Paizs Miklós (khöömei). Hang: Brenner Zoltán (szerb), Triceps (magyar). Rendezte: Triceps.
Bemutató: Miroslav Mandić (Újvidék) 12 átmásolt regény c. kiállításának megnyitója, Black-Black Galéria, Budapest, 1997. április 5.
• A KÍSÉRTÉSEK RÓZSÁJA, gyalogló-performansz
Alapötlet: Miroslav Mandić (ugyanebben az időben járta körül vizesnyolcasban Újvidék hídjait). Gyaloglók (húszan indultak, aki végig bírta): Brenner Zoltán, Buza Krisz, Csapó Melinda, Hlavathy Zoltán Atom, Triceps. Naplóíró: Brenner Zoltán. Vezette: Triceps.
Útvonal: Budapest hídjain (Black-Black Galéria, Pest – Lágymányosi – Buda – Petőfi – Pest – Szabadság – Buda – Erzsébet – Pest – Széchenyi – Buda – Margit – Pest – Árpád és ugyanígy vissza), 1997. április 5-6.
• RÖPÜLŐ EGEREK, kiállítási desszant akció
Ray Johnson Kapcsolatművészete c. emlékkiállítás megnyitójának megszakítása
Alapkoncepció: Monty Cantsin. Játék: Csapó Melinda, Holló Imola, Triceps. Rendezte: Triceps. (+ Monty Cantsin és Mészáros Ottó performansza)
Bemutató: Ernst Múzeum, Budapest, 1997. február 19.
• ELLEN–KOLDÚSOPERA, opera performansz
Istvan Kantor Monty Cantsin? Amen! A neoista?! névkonspiráció faluszéli hyper-hálózatát ellenképviselő transzformációs média irodák világban szétszórt ideiglenes hivatali helységeinek egyike megdermedt állapotban az időszámítás megszűnte utáni korból c. kiállításának megnyitója. Koldusok: Csapó Melinda, Gál Dorottya, Hlavathy Andi, Hlavathy Zoltán Atom, Holló Imola, Triceps, Yeanet Poett. Rendezte: Monty Cantsin (+ Monty Cantsin gomba-performansza, a pincében)
Bemutató: a Black-Black Galéria utcai frontja (Budapest IX., Balázs Béla u. 8.), 1997. június 27. (+ rendőrségi intervenció)
• LÁNGOLÓ FRIZSIDER – Hommage á Duchamp, neoista performansz
Szöveg: Kántor István és Czifray István. Díszlet, jelmez, fény: Triceps. Zene (Monty Cantsin és a Renaldo & the Loaf alapján): Kompár Valéria / Bölöni Réka / Bárdos Deák Ágnes (ének), Gasner János (szintetizátor, dob), Láng Zsolt (trombita) / Dóra Attila (szaxofon). Játék: Triceps (Marsel Dušan), Brenner Zoltán (Karalábé), Csapó Melinda (Zeller), Győrffy Tamás / Yeanet Poett (Sárgarépa), Hlavathy Zoltán Atom (Karfiol). Írta és rendezte: Triceps.
Bemutatók: IX. Expanzió Fesztivál A Neoizmus?! Nevében, Madách Imre Művelődési Központ, Vác, 1997. július. 5. / Tolerancia Fesztivál – Neoista?! Kiképzőtábor, a nagyszínpad (VHK koncert) előtt, Vekeri tó, 1997. július 12. / Pepsi Sziget Fesztivál, színházi szabadtér, Hajógyári-sziget, Budapest, 1997. augusztus 16. / 111 Ablak 1. – Hommage á Marcel Duchamp c. kiállítás megnyitója, Black-Black Galéria, Budapest, 1997. december 20. / Thealter Fesztivál – Szabad Színházak IX. Nemzetközi Találkozója, a JATE udvara, Szeged, 1998. július. 25. / Magyar Műhely Találkozó, a Sportszálló udvara a Velencei-tó partján, Agárd, 1999. augusztus 27.
1998
• A PANCSEN LÁMA ELRABLÁSA, szakrális performansz Gedhun Choekyi Nyima láma tiszteletére
Játék: Csapó Melinda, Györffy Tamás, Holló Imola, Kövér György, Lajta Eszter, Yeanet Poett + egy helybeli kisfiú. Ének: Brenner Zoltán, Paizs Miklós. Zene: Gasner János (hordódobok). Írta és rendezte: Triceps.
Bemutatók: Figyelj Tibetre! Vörösmarty tér, Budapest, 1998. március 8. / Kincset rejt a lótusz – Találkozás Tibettel, Kosztolányi Kulturális Központ, Budapest, 1998. április 26. / Remete – Expanzió X. Fesztivál, Márianosztra, Pálos Kolostor- és Börtönudvar, 1998. július 4. / Pepsi Sziget Fesztivál, Hajógyári Sziget, Budapest, a Tibet Sátor előtti úton, 1998. augusztus 7-8.
• SZAMBA DANCE MACABRE, 12 órás multimediális est: TETRAPAKK + LÁNGOLÓ FRIDZSIDER (+ Bada Dada: McDONALDS DISCO ÉS DADA ZOO, karaoke performansz McPapa emlékére + Gas Trió: PALEO ACID, rituális dobzene + dj Űrmix: DIESEL DISCO, három óra dánsz)
Bemutató: Thealter Fesztivál – Szabad Színházak IX. Nemzetközi Találkozója, a JATE nagyterme és udvara, Szeged, 1998. július. 25-26.
• AH, CÉL TŰRŐ TÉR, fónikus-zenei performansz
Szöveg: Shakespeare William. Hangkarakterek: Lantos Erzsébet. Ének/hang: Brenner Zoltán, Hlavathy Zoltán Atom, Ladik Katalin, Paizs Miklós. Zene: Gasner János, Kövér György (hordódob). Jelmez, rendezés: Triceps.
Bemutató: az Árnyékkötők co-media csoport kiállításának megnyitója, Francia Intézet, Budapest, 1998. november 5.

## Zenei-fónikus performanszok (1999–2004)
1999
• 2000 ÜTÉS – Hommage á Zarathusztra, rituális időtér performansz
Alapszöveg: Nietzsche Frigyes, Triceps. Zeneszerző: Gasner János. Dobok: Csapó Melinda, Gasner János, Méhes Zoltán Zümi, Paizs Miklós, Triceps, Yeanett Poett. Ének/hang: Ladik Katalin, Paizs Miklós. Jelmez: Csapó Melinda. Rendezte: Triceps.
Bemutatók: Kiállítás és árverés Tibetért, Blitz Galéria, Budapest, 1999. március 10. / A dátum: 2000 c. kiállítás záróestje, Műcsarnok, Budapest, 1999. március 13. / A Szabadművelődés Háza, MéhKasAula, Székesfehérvár, 1999. május 15. / A Híd – Expanzió XI. Fesztivál, Madách Imre Művelődési Központ, Vác, 1999. július ? / Holdünnepnap – Napfogyatkozás Fesztivál, Simontornya, 1999. augusztus 10. / Pepsi Sziget Fesztivál, Budapest, Hajógyári Sziget, egy elhagyatott tisztáson, 1999. augusztus 11., 00 óra 02 perc.
• TÜNDÉRBORDÁK, rituális zenei performansz az éhezőművész naplójából
Alapszöveg: Triceps (Éhségkönyv). Zene: Dóra Attila (szaxofon), Gasner János (gitár), Ruff István Judy (szaxofon). Ének/hang: Ladik Katalin. Rendezés: kollektív.
Bemutatók: Buza Krisz: Az éhezőművész visszatér c. kiállításának záróestje, Black-Black Galéria, Budapest, 1999. december 16. / X. Titanik Művészetelőre Fesztivál, Trafó Stúdió, Pest, 2000. április 16. / Tavaszi Napok – Vajdaság, Márton Áron Szakkollégium, Bornemisza Színházterem, Budapest, 2000. május 6. / Black-Black Galéria, Pest, 2000. december 16. / Magyar Kulturális Központ, Prága (CZ). 2001. május 2. / III. Plein-art Fesztivál, Budapest, Ráday utca, 2001. október. 13. / Az éhezőművész visszanéz kötetbemutató, multimediális est, Trafó Bár Tangó, Pest, 2005. november 22. /
2000
• BÁBEL, ezredvégi performansz
Versek: Sziveri János, Ladik Katalin, Triceps. Zeneszerző: Gasner János. Ének/hang: Ladik Katalin, Paizs Miklós. Tér, jelmez, fény: Triceps. Drótszobor: Buza Krisz. Dobosok: Csapó Melinda, Gasner János, Kövér György, Paizs Miklós, Triceps, Yeanet Poett. Rendezte: Triceps.
Bemutatók: Abdéra – XII. Expanzió Művészeti Fesztivál, Művelődési Ház, Balassagyarmat, 2000. július 8. / Pepsi Sziget Fesztivál, Budapest, Hajógyári Sziget, szabadtéri színházi pódium, 2000. augusztus 5. / Aleksandar Zograf (YU): Élet a szankciók alatt c. kiállításának záróestje, Black-Black Galéria, Budapest, homokszínpad, 2000. november. 7. / II. Plein-Art Kortárs Művészeti Fesztivál, Budapest, Ráday utca, 2001. március 31. / Nemzetközi Képzőművészeti Fesztivál, Pécs, Várárok, 2001. június 25.
2001
• A MŰVÉSZET, fénykereső performansz
Játék: Triceps, Yeanet Poett. Zene: Gasner János (dob), Ruff István Judy (szaxofon). Rendezte: Triceps.
Bemutató: Ujházi Péter kiállításának megnyitója, Erlin Galéria, Budapest, 2001.
2002
• BALKÁN EXPRESSZ – Pannóniai holt költők dalai, haláltánc performansz
Versek: Domonkos István, Varga Tibor, Sziveri János, Matković Slavko, Triceps, Ladik Katalin. Zeneszerző: Gasner János. Hang és zene: Brenner Zoltán (kis hordódob, ének), Csapó Melinda (lábasdobok), Gasner János (nagy hordódob), Ladik Katalin (ének/hang), Paizs Miklós (cső, khöömei ének), Ruff Judy (szaxofon, ének), Sándor László (lábasdobok, ének), Triceps (lábasdobok, cintányér), Yeanet Poett (lábasdobok). Rendezte: Triceps.
Bemutatók: A Vár – XIV. Expanzió Művészeti Fesztivál, Terény, szabadtéri színpad, 2002. július 12. / A Kilátó – XV. Expanzió Művészeti Fesztivál, Terény, szabadtéri színpad, 2003. július 11.
2003
• EGY LÉPÉS, mozdulatlan performansz Walt Disney meséjéből
Játék: Triceps. Zene: Gasner János (dobok), Paizs Miklós (ének, didgeridoo), Ruff Judy (szaxofon). Díszlet, jelmez, rendezés: Triceps.
Bemutató: Tánclépések a kertben, Millenáris Park udvara, Buda, 2003. augusztus 13.
2004
• CSÓKOK 2 – In memoriam Aisahpa, szeretetlen performansz
Vers, body art: Triceps. Fónikus anyag: Lantos Erzsébet (tape). Zene: Ruff Judy (szaxofon). Rendezte: Triceps.
Bemutató: BMZ tanyafesztivál, Békés, 2004 nyara

## Dadaista és fónikus-zenei performanszok, kórusművek (2005–2012)
2006
• UTOLSÓ DADAISTA SZIMFÓNIA – Hommage á Hugo Ball #1, dada kórusmű
2007
• TEVAGYÉN, nyitó performansz Takács Máté kiállítására
2008
• DADALOK – Sarage á BDada, költészenei performansz Bada Dada emlékére
• ICH BIN KÜNSTLER SLAVKO MATKOVIĆ, poétikus performansz
2009
• SEGGFEJ2!, hippi kórusmű Allen Ginsberg versére
• A BUTASÁG SZIMFÓNIÁJA, dada kórusmű Matthijs van Boxsel szövegére
2010
• Ó, PISZKOS CIPŐK AZ AJTÓ MÖGÖTT, nyitó performansz Zina Mihailova kiállítására
• NÉGYUJJ MESTER TANÍTÁSAI 1, poétikus performansz Triceps szövegére
• AMERIKAI MAGYAROK, kivándorló kórusmű Konczek József versére
2011
• POSLEDNJA DADAISTIČKA SIMFONIJA – Omaž Hugo Balu #2, dada kórusmű
• 90. SZÁMÚ HADPARANCS A MŰVÉSZETEK SEREGÉHEZ, szakmai performansz Jancsó Miklós 90. születésnapjára
• DZSUDI REMAKE, multimediális est Ruff Judy megsegítésére
2012
• RIP JUDY, búcsúztató halotti szertartás
• AZ ADMIRÁLIS KIADÓ HÁZAT KERES, szimultán performansz dadára
• ÜVÖLTŐ KÖVEK BIRODALMA, gedan gelmez performansz az örmény holokauszt emlékére
• KAŠAK LAJOŠ AZT UZENTE, nyitó performansz Bereczky Eszter és Milorad Krstić kiállítására
• KИШЕРТЕТ JAРJA БE EUРOПAT – A hideghullám gyermekei #1, időperformansz az ötvenes évekből
• LELKEK ASZTALA, nyitó performansz Kalmár János és Mádhava kiállítására
• SIRÁLYBŐGETŐ, dadarap performansz Menyhárt Tamás kiállítására
• TITKOS UFO PARTY, köszöntő performansz Ladik Kati 70. születésnapjára
• ÉLJEN A MAGYAR AVANTGÁRD, evilági dadarap performansz evégre

## Költészeti koncertek (2013-16)
2013
• MRT WAX, üzenőfal disztrojer versekek
• TITKOS UFO PARTY #2, köszöntő performansz Kéri Piroska születésnapjára
• AHORA NEOISMUS!, posztneoista performansz Art Lover könyvbemutatójára
• NŐKET NÉZŐ KÉPEK, Falcsik Mari kötetbemutató verskoncertje
2014
• MRT JO, szuperfónikus performansz Jodorowskynak
• EZREDVÉGÜNK, fónikus performansz Bada Dada 50. születésnapjára
• ROKKANT ROKKEREK, felolvasó performansz Hazai Attila emlékére
• KÓMA, diadalmas performansz Sziveri János emlékére
• WARHOL VIRÁGAI, szónikus performansz S. M. emlékére
2015
• ANGYALTOLLAK, fónikus performansz Jakab Tibor kiállítására
• KOPONYATÖRÉSBEN, káosz-performansz, Domonkos István tiszteletére
• MIKWLA-NÓTÁK, fónikus performansz/ok

## Fónikus-zenei performanszok (2016–)
2016
• PERIHÉLIUMÁTMENET
A MADADAMA 2 kiállítás megnyitója
Szöveg: Baróti Szabó Dávid (1784), Amade László (1840k), Kristóf Károly (1904), Barta Sándor (1922), Kudlák Lajos, Méliusz József (1953), Weöres Sándor, Géher István, Vas István, Tandori Dezső, fe Lugossy Laca, Szabóka 17 Lászlóka. Ének/hang: Brenner Zoltán, Fábián Franciska, Tóth Imre, Triceps, Ürmös Attila, Yeanet Poett. Zene: Falcsik Tigris (dob), Ürmös Attila (harmonika). Rendezte: Triceps.
Bemutató: Mersz Klub, Budapest, 2016. február 8.
• IGEN
Nagy M. Hedvig: Rohanás a rohadásba c. kiállításának megnyitója
Vers: Barta Sándor (Wien, 1920). Hang/zene: Brenner Zoltán, Buda Géza, Falcsik Tigris, Gulisio Tímea, Jordán Tünde Cobolyka, Syporca Whandal, Triceps. Rendezte: Triceps.
Bemutató: Mersz Klub, Budapest, 2016. december 30.
2017
• TARTÓZKODÁSI GYAKORLATOK
A 777 c.  kiállítás megnyitója
Vers: Tandori Dezső (Egy talált tárgy megtisztítása – részlet). Ének/hang: Gulisio Tímea, Syporca Whandal, Triceps, Ürmös Attila. Zene: Falcsik Tigris (dob). Rendezte: Triceps.
Bemutató: Mersz Klub, Budapest, 2017. február 17.
• TARTÓZKODÁSI GYAKORLATOK II/II
A 777 c. kiállítás finisszázsa
Vers: Tandori Dezső (Egy talált tárgy megtisztítása – részlet). Hang: Ürmös Attila. Vokál: Gulisio Tímea, Syporca Whandal. Zene: Matchbox (tape), Brenner Zoltán (gitár), Falcsik Tigris (dob). Rendezte: Triceps.
Bemutató: Mersz Klub, Budapest, 2017. március 17.
• SEMMIKOR
Triceps: Semmikor (Mersz könyvek 1.) kötetbemutatója
Versek: Triceps. Ének/hang: Brenner Zoltán, Gulisio Tímea, Triceps, Syporca Whandal. Zene: Falcsik Tigris (dob), Ürmös Attila (harmonika). Rendezte: Triceps.
Bemutató: Mersz Klub, Budapest, 2017. június 2.
• TÍZPERCES RANDEVÚ
Gulisio Tímea kiállításmegnyitója
Versek: Gulisio Tímea. Hang: Brenner Zoltán, Bürger Nina, Gulisio Tímea, Syporca Whandal. Zene: Kreutz László és Falcsik Tigris (dobok)
Bemutató: Magyar Műhely Galéria, Budapest, 2017. július 12.
• MRT WAX
Versek: Triceps. Ének/hang: Gulisio Tímea, Triceps, Syporca Whandal. Zene: Falcsik Tigris (dob). Rendezte: Triceps.
Bemutató: Mersz Klub, Budapest, 2017. szeptember 29.
• NOSZF
A Nagy Októberi Szófosás c. kiállítás megnyitója
Szöveg: Slavko Matković, Vlagyimir Majakovszkij. Hang: Brenner Zoltán, Gulisio Tímea, Triceps, Syporca Whandal. Ének: Falcsik Mari. Zene: Kreutz László (elektromos dob). Rendezte: Triceps.
Bemutató: Mersz Klub, Budapest, 2017. november 7.
• A 3LÁBÚ KUTYA
Szöveg: Samuel Beckett. Ének/hang: Brenner Zoltán, Gulisio Tímea, Syporca Whandal. Mozgás: Gulisio Tímea. Zene: Kreutz László (elektromos dob), Falcsik Tigris (dob), Ürmös Attila (harmonika). Rendezte: Triceps.
Bemutatók: Szilvuplé #3, előszilveszteri bulimia est, Mersz Klub, Budapest, 2017. december 29. / Szlaukó László: Árnyékvilág c. kiállításának megnyitója, Szimpla Kert Galériája, Budapest, 2019 július 4. / Ekszpanzió XXXI+3 Fesztivál, Kaleidoszkóp Ház, Esztergom, 2019. október 18.
2018
• ALUDNI SZERETNÉK
Nagy Zopán: Füzet (Mersz könyvek 3) kötetbemutatója
Versek: Nagy Zopán. Ének/hang: Brenner Zoltán, Gulisio Tímea, Syporca Whandal. Zene: Kreutz László (elektromos dob), Falcsik Tigris (dob). Rendezte: Triceps.
Bemutató: Mersz Klub, Budapest, 2018. január 19.
• ŐSZINTE GYÖNGYSZEMEK
Bada Dada: Őszinte gyöngyszemek (Mersz könyvek 5) kötetbemutatója
Versek: Bada Dada. Ének/hang: Brenner Zoltán, Gulisio Tímea, Syporca Whandal, Triceps. Zene: Kreutz László (elektromos dob), Falcsik Tigris (dob), Ürmös Attila (harmonika). Rendezte: Triceps.
Bemutató: Mersz Klub, Budapest, 2018. június 22.
• JÖVÖK JÁCCANI!
A négy muskétás c. kiállítás finisszázsa
Szöveg: Samuel Beckett. Hang: Brenner Zoltán, Gulisio Tímea, Syporca Whandal, Triceps. Zene: Kreutz László (elektromos dob), Falcsik Tigris (dob), Ürmös Attila (harmonika). Rendezte: Triceps.
Bemutatók: Mersz Klub, Budapest, 2018. július 27.
2019
• NÉGYUJJ MESTER TANÍTÁSAI 2 (BalkanRat1)
Ének/hang: Brenner Zoltán, Gulisio Tímea, Syporca Whandal, Talán Miklós, Triceps. Zene: Kreutz László (elektromos dob), Falcsik Tigris (dob), Ürmös Attila (harmonika). Írta és rendezte: Triceps.
Bemutatók: Mersz Klub, Budapest, 2019. február 22.
• KONZOL
Horváth Eve: Konzol (Mersz könyvek 8) kötetbemutatója
Versek: Horváth Éva. Ének/hang: Horváth Éva – Brenner Zoltán, Gulisio Tímea, Syporca Whandal, Talán Miklós. Zene: Kreutz László (elektromos dob), Falcsik Tigris (dob), Ürmös Attila (harmonika). Rendezte: Triceps.
Bemutató: Mersz Klub, Budapest, 2019. március 15.
• ITT SENKI SEM TURISTA (BalkanRat2)
Szöveg: Ürmös Attila. Ének/hang: Ürmös Attila – Brenner Zoltán, Damu Andor, Syporca Whandal. Zene: Baksa Gáspár (gitár), Falcsik Tigris (dob), Talán Miklós (fúvósok), Ürmös Attila (harmonika). Rendezte: Triceps.
Bemutató: Mersz Klub, Budapest, 2019. május 3.
2021
• CSAPODJONAMOSTBA
M. Nagy Miklós: Csapódjon a mostba (Mersz könyvek 14) kötetbemutatója
Versek: M. Nagy Miklós. Hang: Brenner Zoltán, Triceps, M. Nagy Miklós (oroszul). Zene: Falcsik Tigris (dobok), Ürmös Attila (harmonika). Rendezte: Triceps. Filmfelvétel: Bancsik György
Bemutató: Mersz Klub, Budapest, 2021. február 26.

## Megvalósulatlan előadások
Előkészített, de szubjektív-objektív okokból, főleg pénzhiány miatt félbemaradtak.
1992
• EMIGRÁNSOK
Drámai szöveg: Slawomir Mrożek (szerb-horvát és magyar nyelven)
1996
• AZ IDŐ MÉRNÖKEI
játék virtuális térben
1998
• KVARK
szubelemi játék
Alapszöveg: Tibeti Halottaskönyv, Wittgenstein
2005
• 32 KORBAN ÉLTEM ÉN
multimediális misztériumjáték J. A. emlékére
Létrejött az előadás hanganyaga. József Attila (Szabad ötletek jegyzéke, a teljes szöveg), Ladik Katalin (ének/hang), Bajka Péter (szaxofon), Kreutz László (dob)
2006
• NŐ/SZTALKER
zónajáték
Szöveg: Arkagyij és Borisz Sztrugackij

## Elismerések
• 1994. A legdurvább előadás oklevele. AnnArt5 Lövészárok Fesztivál, Szent Anna-tó, Erdély (RO)
• 1995. Az Ankoku-Butoh (暗黒舞踊) oklevele (JAP)
• 1999. A Tibetet Segítő Társaság oklevele (Budapest)
• 2008. New Orwell-díj, Magyar Dadaisták Szövetsége (Budapest)
• 2019. Barna Róbert emlékérem, ezüst fokozat (Budapest)

### Opál Színház
- Nem a félelemre, igen a függetlenségre. Rácz I. Péter interjúja Tricepsszel (Népszava-Nyitott mondat, Budapest, 2019. augusztus 30.)
- Koponyatörésben. Húsz éves az Opál Színház. Sirbik Attila beszélget Tricepsszel (Tiszatáj, Szeged, Avantground szám, 2014. április)
- Opál Színház: Megzenésített költemények (Songbook)
- Opál Színház az Expanzión 1993-2003 (Napút-Ekszpanzió-1, Budapest, 2003/5 sz., 14, 27–29. o.) Archiválva 2020. szeptember 19-i dátummal a Wayback Machine-ben
- G. Komoróczy Emőke: Az avantgárd ezredvégi kivirágzása: expanzió
- Németh Péter Mikola: <HÉTVÉGI EKSZPANZIÓ> <EX-PANZIÓ> <EXPANZIÓ> <EKSZPANZIÓ> (Napút-Ekszpanzió-1, Budapest, 2003/5 sz.) (beszámoló)
- Pál Kata: Ekszpanzió: A vár (Napút-Ekszpanzió-4, Budapest, 2008/5 sz., 17. o.) (beszámoló)
- Bárdosi József: EXPANZIÓ ’89-93 I-II. Tragor Ignác Múzeum (Vác), 1994. (tanulmánykötet)

### Hét könnycsepp (1993)
- Opál Theater (Lantos László): Hét könnycsepp (8'37") Artpool 495-E5/2 > Expanzió 5. 1993

### Maldoror énekei (1994)
- Dárdai Zsuzsa – Árva László: „Nem változik, de már nem a régi” Magyar Narancs (Budapest), 1994. augusztus 11. (cikk)
- Dárdai Zsuzsa – Stilét Tamás: „Túl sokáig volt itt egyirányú a forgalom” Új Művészet (Budapest), 1994., 92–95. o. (cikk)

### KO (1995)
- Stilét Tamás: Ennyi perc, ennyi másodperc (Magyar Narancs, Budapest, 1995)

### Az éhezőművész (1995)
- Triceps: Éhségkönyv – Az éhezőművész naplója. Szövegek: Triceps – Brenner Zoltán, Buza Krisz, Dárdai Zsuzsa, Gáspárházi János, Heinrich Hoffmann, Kirchkeszner Ágnes, Ladik Katalin, Szathmári István, Széki László, Szombathy Bálint, Tamás Amaryllis, Tóth Gábor. Grafikai szerkesztő: Baksa Gáspár. Nyitott Könyvműhely Kiadó, Budapest, 2005. (kötet)
- Bárdos Deák Ágnes: Szeretet-márka (litera.hu, 2005. november 30.)
- Szőnyei Tamás: „A halál minden pillanatban ott van” (Magyar Narancs, Budapest, 2005. november 24.)
- Pirkheimer (Balogh Endre): A hét szűk esztendő, avagy lesz ez még így se (Új Könyvpiac, Budapest, 2009. március)

### Barbárok lakomája (1996)
- Bárdosi József: Beszámoló a Lakomáról. Balkon (Budapest), 1997/3. sz. (cikk)

### Ellen-Koldusopera (1997)
- Szőnyei Tamás: Monty Cantsin: pince, fogda. Magyar Narancs (Budapest), 1997. július 3., 10. o. (cikk)
- Art Lover: Vér, arany, neoizmus. Ráció Kiadó (Budapest), 2012., 159-160. o. (kötet)

### Maraton Athénban (1997)
- Dárdai Zsuzsa (-dai-): 12 átmásolt regény. Miroslav Mandić tárlata. Magyar Narancs (Budapest), 1997. április 17.,34. o. (cikk)

### Szamba Dance Macabre (1998)
- Sőrés Zsolt: Az igazság odaát van (Opál Színház: Szamba dance macabre)

### Lángoló frizsider (1999)
- Szabó Palócz Attila: Egytálétel. Avant-gárdisták és aki még eljött. Képes Ifjúság (Szabadka), 1999. szeptember 15., 18. o. (cikk)
- Art Lover: Olvasói levél. Magyar Műhely (Budapest), 1999. (cikk)

### Balkán Expressz (2002)
- Bárdos Deák Ágnes: Szex a határon (Napút-Ekszpanzió-2, Budapest, 2005/6 sz., 69. o.) (beszámoló)

### Utolsó dadaista szimfónia (2008)
- Köpöczi Rózsa. Ekszpanzió XX. az Akácfa utcában (Napút-Ekszpanzió-4, Budapest, 2008/5 sz., 90. o.)(beszámoló)

### Ich bin künstler Slavko Matkovic (2009)
- Triceps: Négy találkozás Slavko Matković holt költővel (Napút-Ekszpanzió-5, Budapest, 2011/5 sz., 114–117. o.) (szövegkönyv)

### Amerikai magyarok (2010)
- Konczek József: Magya(r)merika (Napút-Ekszpanzió-5, Budapest, 2011/5 sz., 47–52. o.) (szövegkönyv)

### A 3lábú kutya (2019)
• Ekszpanzió XXXI+3 Fesztivál, Kaleidoszkóp Ház, Esztergom, 2019. október 18.
Film: M. Nagy Hedvig (19:13)

### Csapodjonamostba (2021)
• M. Nagy Miklós kötetbemutató, Mersz Klub, Budapest, 2021. február 26.
Film: Bancsik György (24:57)